# Nassaukade

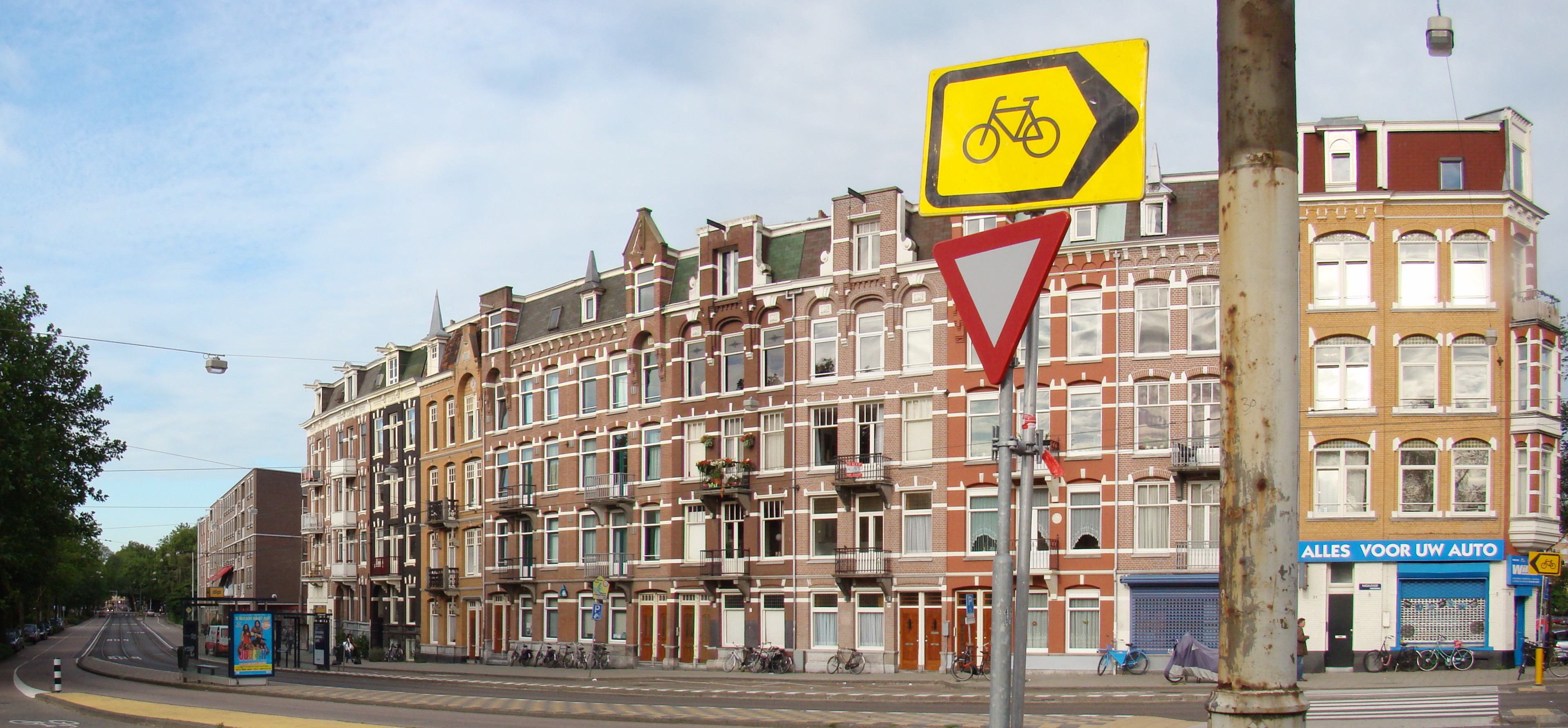
Vue du Nassaukade au niveau du Kattensloot.

Le Nassaukade (« Quai Nassau » en néerlandais) est une avenue d'Amsterdam.

## Situation et accès
Située sur les berges du Singelgracht dans l'arrondissement de West, entre Nassauplein et l'Overtoom, il fait partie d'un ensemble de trois quais qui délimitent l'arrondissement de Centrum avec le Mauritskade et le Stadhouderskade, l'ensemble constituant le périphérique intérieur de la ville (Amsterdamse binnenring).
Les principales rues qui croisent le Nassaukade sont Eerste et Tweede Hugo de Grootstraat, De Clercqstraat, Kinkerstraat et Bosboom Toussaintstraat. Les principaux canaux traversés par le quai sont le Kattensloot, Hugo de Grootgracht et le Jacob van Lennepkanaal.

## Origine du nom
Le Nassaukade a été baptisé en l'honneur de la maison royale d'Orange-Nassau en 1879.

## Historique
Un pont levant est situé au-dessus du Kattensloot. Il fut rénové en 1954. Depuis 1910, la ligne 14 du Tramway d'Amsterdam circule entre ce pont et l'espace vert de Frederik Hendrikplantsoen. Depuis 1942, la ligne 10 a pris le relais sur ce trajet.